# جوزف ریگانو
جوزف ریگانو (به انگلیسی: Joseph Rigano) (زاده ۱۹۳۳-درگذشته ۲۷ مارس ۲۰۱۴) بازیگر ایتالیایی-آمریکایی بود.
از فیلم‌های معروف او می‌توان به بازی در فیلم تحلیل این اشاره کرد.